# Södra Innerstaden
Södra Innerstaden was een stadsdeel (Zweeds: stadsdel) van de Zweedse gemeente Malmö. Het stadsdeel telde 34.671 inwoners en heeft een oppervlakte van 3,02 km². Södra Innerstaden bestaat voornamelijk uit appartementencomplexen die voor 1940 gebouwd zijn. Het stadsdeel had in 2007 het hoogste misdaadcijfer van Malmö.
Op 1 juli 2013 werd het stadsdeel samengevoegd met Västra Innerstaden, hieruit ontstond het nieuwe stadsdeel Innerstaden.

## Deelgebieden
Het stadsdeel bestond uit de volgende 11 deelgebieden (Zweeds: delområden):
| Naam                      | Inwoners (2013) |
| ------------------------- | --------------- |
| Allmänna sjukhuset        | 438             |
| Annelund                  | 1935            |
| Flensburg                 | 767             |
| Lönngården                | 1457            |
| Möllevången               | 10536           |
| Norra Sofielund           | 3679            |
| Sofielunds industriområde | 25              |
| Södervärn                 | 1571            |
| Södra Sofielund           | 4611            |
| Västra Sorgenfri          | 6167            |
| Östra Sorgenfri           | 6317            |